# Ernst Salkowski

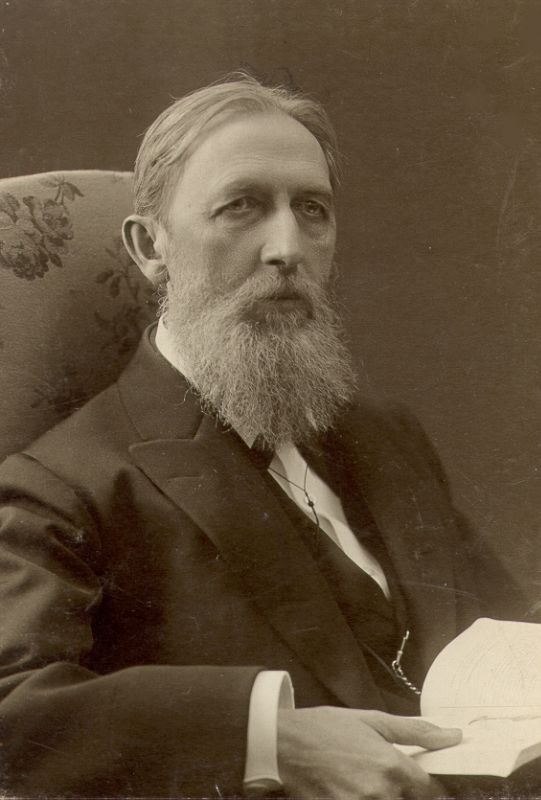
Ernst Salkowski

Ernst Leopold Salkowski (ur. 11 października 1844 w Królewcu, zm. 8 marca 1923 w Berlinie) – niemiecki biochemik i fizjolog, tajny radca medyczny (geheimer Medizinalrat). 
Studiował medycynę i chemię na Uniwersytecie Albertyna w Królewcu. Ukończone w 1867 roku studia uzupełniał w Wiedniu i Tybindze. W 1872 został asystentem w laboratorium chemicznym w Instytucie Patologii Rudolfa Virchowa w Berlinie, rok później habilitował się. W 1874 został profesorem nadzwyczajnym fizjologii. Od 1880 kierował oddziałem chemicznym Instytutu.
Zajmował się biochemią fizjologiczną i patobiochemią. W 1890 opisał zjawisko autolizy, nazwane przez niego samostrawieniem. W 1892 opisał pentozurię. Przedstawił szereg metod, pozwalających na wykrycie obecności cholesterolu, kreatyniny, barwników żółciowych, tlenku węgla, indolu w badanych próbkach. Wspólnie z internistą Wilhelmem von Leubem prowadził badania nad metabolizmem mocznika. Opublikował podręcznik chemii medycznej (Practicum der physiologischen und pathologischen Chemie) przetłumaczony potem na język angielski (A Laboratory Manual of Physiological and Pathological Chemistry).

## Wybrane prace
- De centro Budgii ciliospinali (1867)
- Practicum der physiologischen und pathologischen Chemie (1893)